# توماس سورينسن
توماس لوفنداهل سورينسن (بالدنماركية: Thomas Sørensen)‏ (بالدنماركية: Thomas Løvendahl Sørensen)، من مواليد 12 يونيو 1976 في فريديريكا في الدنمارك، لاعب كرة قدم دنماركي.
بدأ مسيرته الكروية مع نادي أودينسي في عام 1994، ولعب معهم حتى عام 1996، وفي عام 1996 أعير إلى نادي فيلي، ولعب معهم 6 مباريات، وفي موسم 1997/1998 انتقل إلى نادي سفندبورغ، ولعب معهم 50 مباراة، وفي عام 1998 انتقل إلى نادي سندرلاند الإنجليزي، ولعب معهم حتى عام 2003، وشارك معهم في 171 مباراة، ومنذ عام 2003 وهو يلعب مع نادي أستون فيلا الإنجليزي.

## المسيرة الدولية
كان قد بدأ باللعب مع منتخب الدنمارك لكرة القدم تحت 21 عاما من عام 1993 إلى عام 1997، ومن عام 1999 أصبح في المنتخب الأول. وقد كان ضمن الفريق المشارك في يورو 2000 و2004 وكأس العالم 2002 و2010.

## روابط خارجية
- توماس سورينسن على موقع الاتحاد الدولي (مؤرشف)  (الإنجليزية)
- توماس سورينسن على موقع الاتحاد الأوربي (الإنجليزية)
- توماس سورينسن على موقع قاعدة بيانات كرة القدم.إي يو (الإنجليزية)
- توماس سورينسن على موقع ناشيونال فوتبول تيمز (الإنجليزية)
- توماس سورينسن على موقع Soccerbase.com (لاعب) (الإنجليزية)
- توماس سورينسن على موقع Soccerway.com (الإنجليزية)
- توماس سورينسن على موقع عالم كرة القدم.نت (الإنجليزية)
- توماس سورينسن على موقع كووورة
- توماس سورينسن على موقع AS.com (الإسبانية)